# Куна-де-Варганди
Куна-де-Варганди (исп. Comarca Kuna de Wargandí) — автономное управление индейцев на востоке Панамы, субпровинциальная комарка провинции Дарьен. Административный центр — Морти. Согласно переписи 2010 года в Куна-де-Варганди проживают 1914 человек. Территория этого управления составляет 775 км². Создана в 25 июля 2000 года из восточной части провинции Дарьен. Жители в основном индейцы куна.